# Єйтс-Сентер (Канзас)
Єйтс-Сентер (англ. Yates Center) — місто (англ. city) в США, у окрузі Вудсон штату Канзас. Населення — 1352 особи (2020).

## Географія
Єйтс-Сентер розташований за координатами 37°52′3″ пн. ш. 95°45′17″ зх. д. / 37.86750° пн. ш. 95.75472° зх. д. (37.867484, -95.754810).  За даними Бюро перепису населення США в 2010 році місто мало площу 7,90 км², з яких 6,76 км² — суходіл та 1,14 км² — водойми.

## Демографія
Згідно з переписом 2010 року, у місті мешкало 1417 осіб у 664 домогосподарствах у складі 347 родин. Густота населення становила 179 осіб/км².  Було 821 помешкання (104/км²).
Расовий склад населення:
| - 95,3 % — білих - 1,1 % — корінних американців - 0,4 % — чорних або афроамериканців - 0,1 % — азіатів |

До двох чи більше рас належало 2,7 %. Частка іспаномовних становила 1,6 % від усіх жителів.
За віковим діапазоном населення розподілялося таким чином: 21,2 % — особи молодші 18 років, 56,6 % — особи у віці 18—64 років, 22,2 % — особи у віці 65 років та старші. Медіана віку мешканця становила 45,1 року. На 100 осіб жіночої статі у місті припадало 88,2 чоловіків;  на 100 жінок у віці від 18 років та старших — 83,3 чоловіків також старших 18 років.
Середній дохід на одне домашнє господарство  становив 46 178 доларів США (медіана — 30 433), а середній дохід на одну сім'ю — 64 757 доларів (медіана — 50 660). Медіана доходів становила 33 359 доларів для чоловіків та 24 265 доларів для жінок. За межею бідності перебувало 15,4 % осіб, у тому числі 25,4 % дітей у віці до 18 років та 11,8 % осіб у віці 65 років та старших.
Цивільне працевлаштоване населення становило 634 особи. Основні галузі зайнятості: освіта, охорона здоров'я та соціальна допомога — 22,9 %, транспорт — 15,5 %, виробництво — 11,5 %, сільське господарство, лісництво, риболовля — 10,7 %.